# Carmel Myers
Pour les articles homonymes, voir Myers.
Carmel Myers est une actrice américaine née le 4 avril 1899 à San Francisco, Californie (États-Unis), morte le 9 novembre 1980 à Los Angeles (Californie).

## Biographie
Carmel Myers est la cousine de la photographe Ruth Harriet Louise, qui réalisa des portraits pour la Metro-Goldwyn-Mayer.

## Filmographie
- 1915 : Georgia Pearce
- 1916 : Tough Luck on a Rough Sea : la fille
- 1916 : The Jailbird's Last Flight
- 1916 : Intolérance (Intolerance: Love's Struggle Throughout the Ages) de D. W. Griffith : favorite du Harem (épisode Babylone)
- 1916 : The Matrimaniac
- 1916 : Ignatz's Icy Injury
- 1917 : A Love Sublime : Toinette
- 1917 : A Daughter of the Poor : Hazel Fleming
- 1917 : Might and the Man : Winifred
- 1917 : The Haunted Pajamas : Frances Kirkland
- 1917 : Sirens of the Sea : Julie
- 1917 : The Lash of Power : Marion Sherwood
- 1918 : The City of Tears : Rosa Carillo
- 1918 : My Unmarried Wife : Mary Cunningham
- 1918 : The Wife He Bought : Janice Brieson
- 1918 : The Girl in the Dark : Lois Fox
- 1918 : The Wine Girl : Bona
- 1918 : The Marriage Lie : Eileen Orton
- 1918 : A Broadway Scandal : Nenette Bisson
- 1918 : The Dream Lady : Rosamond Gilbert
- 1918 : A Society Sensation : Sydney Parmelee
- 1918 : Allez-vous coucher ! (All Night) de Paul Powell : Elizabeth Lane
- 1919 : Who Will Marry Me? : Rosie Sanguinetti
- 1919 : The Little White Savage : Minnie Lee
- 1920 : In Folly's Trail : Lita O'Farrell
- 1920 : The Gilded Dream : Leona
- 1920 : Beautifully Trimmed : Norine Lawton
- 1921 : The Mad Marriage : Jane Judd
- 1921 : The Dangerous Moment : Sylvia Palprini
- 1921 : Cheated Love : Sonya Schonema
- 1921 : The Kiss, de Jack Conway : Erolinda Vargas
- 1921 : Breaking Through : Bettina Lowden
- 1921 : A Daughter of the Law : Nora Hayes
- 1922 : The Love Gambler de Joseph Franz : Jean McClelland
- 1922 : The Danger Point : Alice Torrance
- 1923 : The Little Girl Next Door : Milly Amory
- 1923 : The Last Hour : Saidee McCall
- 1923 : The Famous Mrs. Fair : Angy Brice
- 1923 : Goodbye Girls : Florence Brown
- 1923 : La Peau de chagrin (Slave of Desire) de George D. Baker : Comtesse Fœdora
- 1923 : The Dancer of the Nile : Arvia
- 1923 : The Love Pirate : Ruby Le Maar
- 1923 : Reno, la ville du divorce (Reno), de Rupert Hughes : Mrs. Dora Carson Tappan
- 1924 : Poisoned Paradise : Mrs. Belmore
- 1924 : Beau Brummel : Lady Hester Stanhope
- 1924 : Broadway After Dark : Lenore Vance
- 1924 : La Seconde Jeunesse de M. Brunell (Babbitt) de Harry Beaumont  : Tanis Judique
- 1924 : Garragan
- 1925 : Ben-Hur (Ben-Hur: A Tale of the Christ), de Fred Niblo : Iras
- 1926 : Le Cirque du diable (The Devil's Circus) de Benjamin Christensen : Yonna
- 1926 : The Gay Deceiver : Comtesse de Sano
- 1926 : Marine d'abord ! (Tell It to the Marines) de George W. Hill : Zaya
- 1927 : The Demi-Bride : Madame Girard
- 1927 : Le Dernier Refuge (The Understanding Heart) de Jack Conway : Kelcey Dale
- 1927 : Sumuru : Lola
- 1927 : Sorrell and Son : Flo Palfrey
- 1928 : Un certain jeune homme (A Certain Young Man) de Hobart Henley : Mrs. Crutchley
- 1928 : Prowlers of the Sea : Mercedes
- 1928 : Cœur de tzigane (Dream of Love) : Bertha
- 1928 : Dream of Love : lecomtesse
- 1928 : The Bath Between
- 1929 : The Red Sword (en) : Katherine
- 1929 : The Ghost Talks : Marie Haley
- 1929 : Careers de John Francis Dillon : la femme
- 1929 : The Careless Age : Ray
- 1929 : He Did His Best
- 1929 : Broadway Scandals : Valeska
- 1930 : Au large de Shanghaï (The Ship from Shanghai) de Charles Brabin : Viola 'Vi' Thorpe
- 1930 : The Stronger Sex
- 1930 : A Lady Surrenders : Sonia
- 1931 : The Lion and the Lamb : Inez
- 1931 : Svengali : Madame Honori
- 1931 : Pleasure (en) d'Otto Brower : la femme de l'auteur
- 1931 : Quartier chinois (Chinatown After Dark) de Stuart Paton : Madame Ying Su
- 1931 : Le Génie fou (The Mad Genius) de Michael Curtiz : Sonya Preskoya
- 1932 : Nice Women : Dorothy Drew
- 1932 : No Living Witness (en) de E. Mason Hopper : Emillia
- 1934 : The Countess of Monte Cristo (en) de Karl Freund : la fille fleur
- 1942 : Lady for a Night : Mrs. Dickson
- 1942 : Pretty Dolly : Mrs. Errol
- 1944 : Les Conspirateurs (The Conspirators) de Jean Negulesco : Baronne von Kluge
- 1945 : Ah, quel scandale ! (George White's Scandals) de Felix E. Feist : Leslie
- 1946 : Tragique Rendez-vous (Whistle Stop) de Léonide Moguy : Estelle
- 1976 : Won Ton Ton, le chien qui sauva Hollywood (Won Ton Ton, the Dog Who Saved Hollywood) de Michael Winner : journaliste